# Нивки (Овруцька міська громада)
Ни́вки — село в Україні, в Коростенському районі Житомирської області. Входить до складу Овруцької міської громади. Населення становить 0 осіб.